# Kothapet
Kothapet es una ciudad censal situada en el distrito de Rangareddy en el estado de Telangana (India). Su población es de 12740 habitantes (2011). Forma parte del área metropolitana de Hyderabad.

## Demografía
Según el censo de 2011 la población de Kothapet era de 12740 habitantes, de los cuales 6386 eran hombres y 6354 eran mujeres. Kothapet tiene una tasa media de alfabetización del 76,68%, superior a la media estatal del 67,02%: la alfabetización masculina es del 79,12%, y la alfabetización femenina del 74,26%.